# Hybridkapital
För andra betydelser, se Kapital (olika betydelser).
Hybridkapital är ett mellanting mellan en obligation och en aktie. Till skillnad från en obligation blir hybridkapitalet en del av bankernas kärnkapital och bankerna kan på så vis öka sin utlåning. 
I händelse av en konkurs har hybridkapital högre prioritet än eget kapital (exempelvis aktiekapital) men lägre än lånat kapital (exempelvis en obligation). 
I Sverige har bankerna tidigare tillåtits att ha 15 procent av sitt kärnkapital som hybridkapital. I mitten av december 2008 höjdes den gränsen till 30 procent.